# آ (نبات)
الآ (الاسم العلمي: Aa) هي جنس من النباتات يتبع الفصيلة السحلبية من رتبة الهليونيات. سمي هذا الجنس من قبل عالم النبات الألماني هاينريش غوستاف رايشنباخ (بالإنجليزية: Heinrich Gustav Reichenbach)‏ تكريماً للرسام الهولندي بيتر فاندر آ (1659-1733) (بالإنجليزية: Pieter van der Aa)‏.

## أنواع نبات الآ
- آ أشالية (الاسم العلمي:Aa achalensis)
- آ حرشفية فضية (الاسم العلمي:Aa argyrolepis)
- آ برتقالية (الاسم العلمي:Aa aurantiaca)
- آ نعلية (الاسم العلمي:Aa calceata)
- آ كولومبية (الاسم العلمي:Aa colombiana)
- آ مسننة (الاسم العلمي:Aa denticulata)
- آ مثلومة (الاسم العلمي:Aa erosa)
- آ فيبريجية (الاسم العلمي:Aa fiebrigii)
- آ هارتويجية (الاسم العلمي:Aa hartwegii)
- آ هيرونيمية (الاسم العلمي:Aa hieronymi)
- آ بيضاء (الاسم العلمي:Aa leucantha)
- آ لورنتزية (الاسم العلمي:Aa lorentzii)
- آ طويلة (الاسم العلمي:Aa macra)
- آ ماديروية (الاسم العلمي:Aa maderoi)
- آ ماندونية (الاسم العلمي:Aa mandonii)
- آ ماثيوزية (الاسم العلمي:Aa matthewsii)
- آ صغير الآذان (الاسم العلمي:Aa microtidis)
- آ عروقية (الاسم العلمي:Aa nervosa)
- آ عصافية (الاسم العلمي:Aa paleacea)
- آ ريوبامبية (الاسم العلمي:Aa riobambae)
- آ روزية (الاسم العلمي:Aa rosei)
- آ شكندانزية (الاسم العلمي:Aa schickendanzii)
- آ كروية اللسان (الاسم العلمي:Aa sphaeroglossa)
- آ ثلاثية الفلقات (الاسم العلمي:Aa trilobulata)
- آ ودليانية (الاسم العلمي:Aa weddelliana)

## أصنوفات
الأصنوفات الأدنى لهذا الكائن:
- كود سباركل
- تحديث القائمة

نوع:آ أشالية 
اسم علمي: Aa achalensis

نوع:آ برتقالية 
اسم علمي: Aa aurantiaca

نوع:آ بيضاء 
اسم علمي: Aa leucantha

نوع:آ ثلاثية الفلقات 
اسم علمي: Aa trilobulata

نوع:آ حرشفية فضية 
اسم علمي: Aa argyrolepis

نوع:آ روزية 
اسم علمي: Aa rosei

نوع:آ ريوبامبية 
اسم علمي: Aa riobambae

نوع:آ سغير الآذان 
اسم علمي: Aa microtidis

نوع:آ شكندانزية 
اسم علمي: Aa schickendanzii

نوع:آ طويلة 
اسم علمي: Aa macra

نوع:آ عروقية 
اسم علمي: Aa nervosa

نوع:آ عصافية 
اسم علمي: Aa paleacea

نوع:آ فيبريجية 
اسم علمي: Aa fiebrigii

نوع:آ كروية اللسان 
اسم علمي: Aa sphaeroglossa

نوع:آ كولومبية 
اسم علمي: Aa colombiana

نوع:آ لورنتزية 
اسم علمي: Aa lorentzii

نوع:آ ماثيوزية 
اسم علمي: Aa matthewsii

نوع:آ ماديروية 
اسم علمي: Aa maderoi

نوع:آ ماندونية 
اسم علمي: Aa mandonii

نوع:آ مثلومة 
اسم علمي: Aa erosa

نوع:آ مسننة 
اسم علمي: Aa denticulata

نوع:آ نعلية 
اسم علمي: Aa calceata

نوع:آ هارتويجية 
اسم علمي: Aa hartwegii

نوع:آ هيرونيمية 
اسم علمي: Aa hieronymi

نوع:آ ودليانية 
اسم علمي: Aa weddelliana

نوع:Aa brevis 
اسم علمي: Aa brevis

نوع:Aa chiogena 
اسم علمي: Aa chiogena

نوع:Aa figueroi 
اسم علمي: Aa figueroi

نوع:Aa filamentosa 
اسم علمي: Aa filamentosa

نوع:Aa gymnandra 
اسم علمي: Aa gymnandra

نوع:Aa inaequalis 
اسم علمي: Aa inaequalis

نوع:Aa lehmannii 
اسم علمي: Aa lehmannii

نوع:Aa lozanoi 
اسم علمي: Aa lozanoi

نوع:Aa paludosa 
اسم علمي: Aa paludosa

نوع:Aa pumilio 
اسم علمي: Aa pumilio

نوع:Aa rhynchocarpa 
اسم علمي: Aa rhynchocarpa

نوع:Aa ustulata 
اسم علمي: Aa ustulata

نوع:Aa weberbaueri 
اسم علمي: Aa weberbaueri